# Wurm
Wurm (hollansk Worm) er en 53 km lang biflod til Rur i Euregio Maas-Rhein. Den har givet navn til det tidligere "Wurmrevier", som var en del af stenkulsområdet ved Aachen.

## Forløb
Wurm har sit udspring ved foden af Duisbergkopf, et højdedrag i skovene syd for Aachen i nærheden af B57 ved Steinebrück (Diepenbenden) hvorfra den flyder i nordlig retning ind i Aachen-bækkenet. Fra udspringet i ca. 260 meters højde strømmer floden med ca. 1,4 m³/s ned mod Rur, hvori den har sit udløb efter 53 km nprd for Heinsberg ved Kempen i blot 32 meters højde over havet. Vanddybden er der på omkring 1,4 meter og bredden er omkring 8 meter. Afvandingsområdet udgør ca. 354 km².

## Eksterne kilder
- Histor. Stadtplan Aachen und Burtscheid 19. Jh. mit Wurmverlauf
- Stadtportal Aachen Arkiveret 19. marts 2009 hos  Wayback Machine
- Oekologie Zentrum Aachen (Wurm) Arkiveret 15. april 2009 hos  Wayback Machine
- Kort over Wurm og dens bifloder Arkiveret 28. september 2007 hos  Wayback Machine
- Vandstanden i Wurm ved Randerath
- Vandstanden i Wurm ved Herzogenrath
- Europäischen Wasserrahmenrichtlinie (WRRL) im Teileinzugsgebiet Rur und südliche sonstige Maaszuflüsse (Webside ikke længere tilgængelig) (PDF 2,89 MB)